# Texas Carnival
Texas Carnival és una pel·lícula musical estatunidenca de Charles Walters estrenada el 1951.

## Argument
Un grup d'artistes és confós amb un magnat de bestiar i la seva germana.

## Repartiment
- Esther Williams: Debbie Telford
- Red Skelton: Cornie Quinell
- Howard Keel: Slim Shelby
- Ann Miller: Sunshine Jackson
- Paula Raymond: Marilla Sabinas
- Keenan Wynn: Dan Sabinas
- Tom Tully: Xèrif Jackson
- Glenn Strange: Tex Hodgkins